# 1887年德國聯邦選舉

選舉地圖

聯邦選舉於1887年2月21日在德國舉行。民族自由黨贏得了397個席位中的98個，成為帝國議會中最大的政黨，而以前最大的政黨中央黨則減少到98個席位。選民投票率為77.5%
。